# Youtiao
El youtiao (en chino tradicional, 油條; en chino simplificado, 油条; pinyin, yóu tiáo; literalmente, ‘tira de aceite’), a veces denominado también como palos fritos de pan, y en el español filipino como bicho, bicho bicho, o shakoy, se trata de un pan frito (similar al churro) muy típico de la cocina china, así como de China. De forma convencional youtiao es ligeramente salado. Se suele emplear como desayuno, como un acompañamiento natural del arroz congee o la leche de soja.

## Variantes
- Tanggao o "sugar cake" es un dulce de masa frita, similar en apariencia al youtiao pero más corto en longitud.
- Pasta lengua de vaca (牛脷酥) es de masa similar pero de forma elíptica, es muy popular como desayuno.
- Como desayuno el youtiao puede rellenarse de shaobing (燒餅, pinyin: shāobǐng; lit. pan frito) para hacer sandwiches.
- Youtiao envuelto en rollo de arroz conocido como Zhaliang.
- Youtiao es un ingrediente importante del plato ci fan tuan en la Gastronomía de Shanghái.

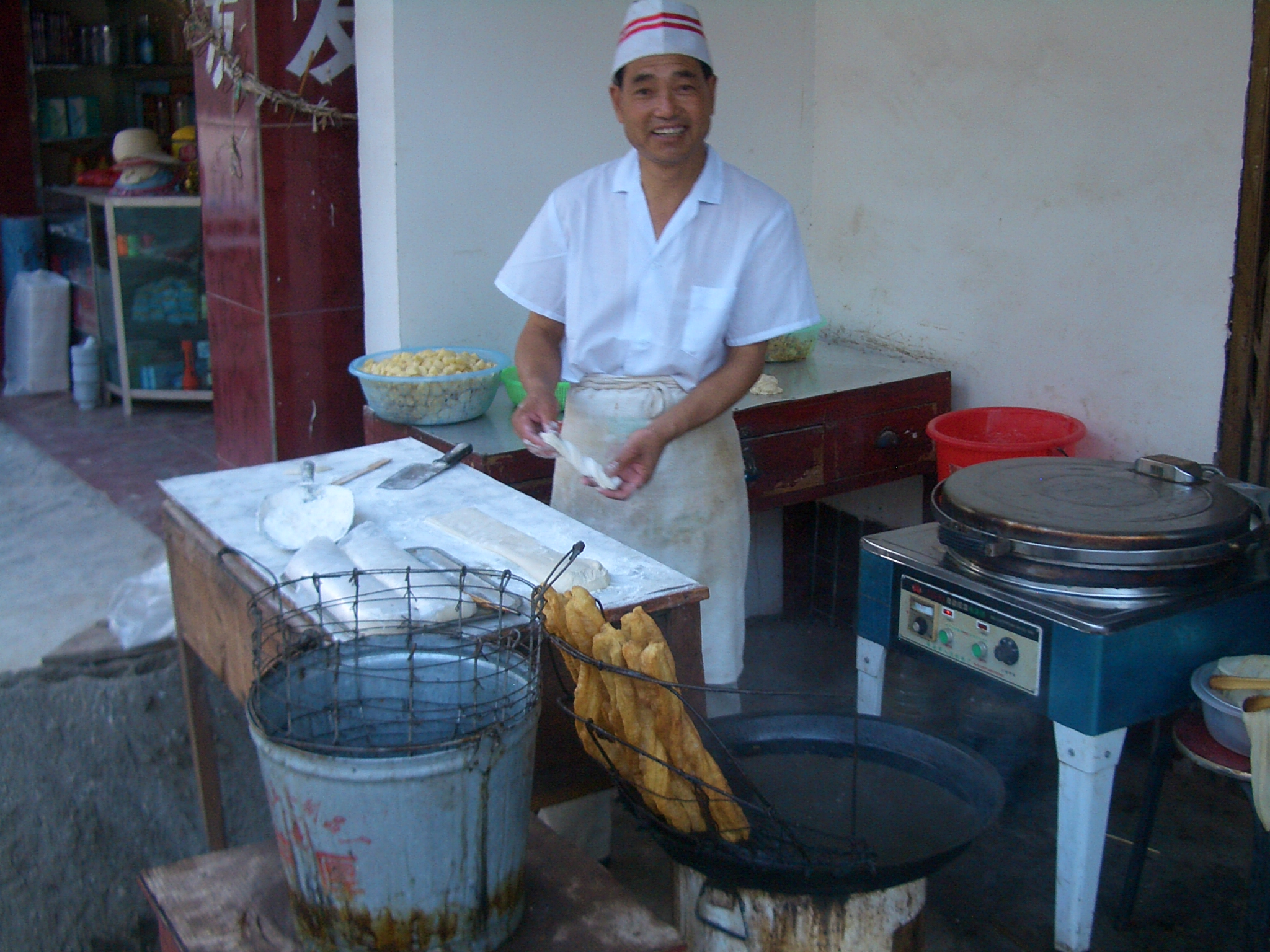
Vendedor callejero de youtiaos